# Mandato del Cielo
El «Mandato del Cielo», mandato celeste o mandato celestial o la ley del cielo (en chino tradicional, 天命; pinyin, tiānmìng) es un concepto de la filosofía china tradicional referente a la legitimidad de los gobernantes. Según este concepto, el «cielo», considerado en la religiosidad china como suma de divinidades de la naturaleza y de los antepasados favorecería las empresas y el poderío del gobernante justo, pero dejaría sin protección al gobernante déspota, permitiendo que otras fuerzas destruyan su régimen. En este último caso, se entendía que el mandato del cielo quitaba el mando a un mal gobernante y transfería entonces el poder político a otro individuo que poseyera dotes de mejor gobernante.
Corolario del concepto de Mandato del Cielo era el derecho de rebelión contra un gobernante injusto. Los filósofos y eruditos chinos invocaban a menudo el Mandato del Cielo como forma de frenar el abuso de poder del gobernante, en un sistema que contaba con pocos controles. Los historiadores chinos interpretaban una revuelta exitosa como prueba de que el Cielo había retirado su mandato al gobernante. A lo largo de la historia china, las épocas de pobreza y las catástrofes naturales se interpretaron a menudo como señales de que el Cielo consideraba injusto al gobernante de turno y, por tanto, necesitaba reemplazarlo.

## Concepto
El Mandato del Cielo fue un concepto muy utilizado en la Antigua China para explicar los vaivenes políticos de cada época, y ayudó a mantener a los gobernantes bajo control teórico de alguna autoridad extraterrenal. Esta idea fue muy popular en China debido también a que invocando el Mandato del Cielo cualquier  líder poderoso en épocas de crisis podía deponer a los gobernantes que no fueran los apropiados para sus intereses alegando que las graves dificultades de la nación ocurrieron porque el monarca había "perdido el Mandato del Cielo", del mismo modo una revuelta exitosa contra la autoridad imperial podía encontrar justificación (y legitimidad a posteriori) en esta doctrina. 
El Mandato del Cielo era hereditario entre padre e hijo, pero nunca entre madre e hija, con lo cual era necesaria la descendencia masculina en línea directa para transferir este Mandato, y también era necesaria la ascendencia patrilineal para tener el derecho de recibirlo de un ancestro, lo cual era coherente con las doctrinas confucianas sobre el predominio de la autoridad paterna sobre la materna.
El concepto de "haber recibido el Mandato del Cielo" no tenía limitaciones de tiempo, y por tanto no se podía determinar un momento exacto cuando un monarca perdía tal derecho, sino que su conservación sólo dependía del desempeño eficaz del gobernante. El Mandato del Cielo no requería que el candidato al trono fuera de familia aristocrática, por lo cual no se excluía la posibilidad que cualquier hombre virtuoso pudiese recibirlo; esto explica que amparándose en esta idea incluso muchas dinastías comenzaran con emperadores de origen plebeyo como sucedió con la dinastía Han y los Ming. Este concepto fue utilizado en su inicio para apoyar el gobierno de los reyes de la dinastía Zhou y posteriormente a los emperadores de China. 
De hecho, el Mandato del Cielo implicaba una potestad que otorgaba un derecho a gobernar de modo absoluto y que podía ganarse pero también perderse, lo cual diferencia a este concepto del Derecho divino de los reyes ideado en Europa. Según la filosofía china una revolución estaba justificada ante un soberano despótico o ineficiente, alegando que ese gobernante había perdido el Mandato del Cielo por su mala conducta: la derrota del gobernante sería una prueba decisiva de haber perdido el favor divino. Por el contrario, la doctrina europea del derecho divino condenaba en principio toda desobediencia al monarca, en tanto el "derecho de gobernar" no dependía de la conducta del soberano sino que era un derecho poseído de modo incondicional e inalienable.

## Orígenes
Los primeros registros escritos del concepto se encuentran en documentos de Zhōu Gōngdàn, el Duque de Zhou, hermano menor del rey Wu de Zhou y regente del hijo del Rey Wu, el rey Cheng de Zhou. La noción del mandato del cielo fue invocada también por Mencio, quien, después de Confucio  fue un filósofo sumamente influyente de la época.
El mandato del cielo fue utilizado como justificación por parte de la dinastía Zhou para el derrocamiento de la dinastía Shang y se volvería un argumento recurrente en las dinastías posteriores para explicar su propia forma de ascenso al poder. Inclusive fenómenos naturales como inundaciones o hambrunas eran consideradas como la evidencia de revocación de dicho mandato.

## El derecho a gobernar y el derecho a la rebelión
Mencio afirmaba que:
"El pueblo es de suprema importancia; los altares de la tierra y el grano vienen después; en último lugar viene el gobernante. Por eso será emperador quien se gane la confianza del pueblo multitudinario... Cuando un señor local pone en peligro los altares de la tierra y el grano, debe ser sustituido. Cuando los animales del sacrificio están limpios, las ofrendas están limpias y los sacrificios se observan a su debido tiempo, y sin embargo las inundaciones y las sequías vienen [por la agencia del cielo], entonces los altares deben ser reemplazados." -Mencio (盡心下)
Así pues, el Mandato del Cielo no confiere un derecho incondicional a gobernar. Para conservar el Mandato del Cielo, la actuación de un gobernante tenía que ser justa y eficaz y no expandir y mantener excesivamente el poder fuera de las fronteras de la nación. El pueblo conservó el derecho a rebelarse. El pueblo conservaba el derecho a rebelarse.: 39  De los filósofos políticos del período de los Reinos Combatientes, Mencio fue quizá el más radicalmente revolucionario, eludiendo deliberadamente cualquier distinción entre derrocar a un gobernante malvado y castigar a un delincuente común. El más conservador Xunzi, que escribió no mucho después, consideraba la rebelión como la manifestación apical de la ineptitud de un gobernante incapaz, sólo justificada si ya era inevitable. Mientras tanto, el autoritario Han Feizi rechazaba por completo el concepto de una rebelión justa, llegando incluso a denostar a héroes de la cultura como Tang de Shang y Wu de Zhou, rebeldes que fundaron imperios exitosos. En la época de la dinastía Han, el derecho a la rebelión era un tema políticamente delicado, ya que los gobernantes Han no podían negar su propia historia como nacida de la rebelión ni abrazar la idea de que ellos mismos debían ser derrocados.
El derecho de rebelión contra un gobernante injusto ha formado parte de la filosofía política china desde la dinastía Zhou, y la rebelión exitosa era interpretada por los historiadores chinos como una prueba de que la aprobación divina había pasado a la dinastía sucesiva. El derecho de rebelión no está codificado en ninguna ley oficial. Más bien, la rebelión está siempre proscrita y severamente castigada; pero sigue siendo un derecho positivo fundamentado en el sistema moral chino. A menudo, se utiliza como justificación de acciones para derrocar a una dinastía anterior después de que una rebelión haya tenido éxito y se haya establecido un nuevo gobierno dinástico. Dado que el vencedor es quien determina quién ha obtenido el Mandato del Cielo y quién lo ha perdido, algunos eruditos chinos lo consideran una especie de justicia del vencedor, mejor caracterizada en el dicho popular chino «El vencedor se convierte en rey, el perdedor en proscrito» (Chino: «成者爲王，敗者爲寇»). Debido a esto, se considera que los relatos históricos chinos sobre la caída de una dinastía y el surgimiento de una nueva deben manejarse con cautela. Los métodos tradicionales chinos de recopilación histórica producen relatos que tienden a ajustar su relato a la teoría, enfatizando los aspectos que tienden a probar que la antigua dinastía perdió el Mandato del Cielo y la nueva lo ganó, y restando énfasis a otros aspectos. 
En los siglos XX y XXI, los elementos confucianistas de las rebeliones estudiantiles a menudo afirmaban que el Mandato del Cielo se ha perdido, como lo demuestra su activismo a gran escala, con casos notables como el Movimiento Estudiantil Girasol de 2014 en Taiwán y las protestas de Hong Kong de 2014 y 2019.
En la época imperial, los emperadores chinos invocaban de esforzándose por ser buenas influencias y realizando rituales para beneficiar su estatus y mantener el Mandato del Cielo. Además, el Mandato no podía darse a varios emperadores o gobernantes a la vez.

## Funcionamiento
El Mandato del Cielo está sustentado en cuatro ideas principales:
1. El derecho a gobernar China está asegurado por el Cielo,
2. La legitimidad para gobernar China corresponde a un solo soberano, nunca a dos o más,
3. El derecho de gobernar está fundamentado sobre su buena actuación como "encargado" por el Cielo, y
4. El derecho de gobernar puede pasar de padre a hijo, pero solo si se cumplen las tres condiciones establecidas previamente.

La cuarta regla implica también que si un gobernante pierde el Mandato del Cielo será el propio Cielo quien dicte a un sucesor, el cual podrá ser conocido gracias a la fuerza de los eventos de la historia humana. Así, por ejemplo, se considera que el triunfo final de una revuelta contra el gobernante es señal irrebatible que el líder de la sublevación ha recibido el Mandato del Cielo y que el gobernante derrocado lo había perdido.
Las cuatro ideas así expresadas tenían cuatro implicaciones importantes: legitimaban a la dinastía reinante ante el pueblo, en caso de haber varios pretendientes a Emperador de China debía establecerse cuál de ellos podía alegar el Mandato del Cielo en su favor, los gobernantes tenían un estímulo para mantener buena conducta y preocuparse del bienestar de su pueblo, y sobre todo, los gobernantes siempre tendrían miedo a una rebelión cuyo triunfo sería interpretado como reprobación del Mandato del Cielo.
La transmisión del Mandato del Cielo significaba también que era importante para el gobernante tener hijos varones, pues sólo la descendencia patrilineal aseguraba la influencia continua del Mandato del Cielo, el cual no era transmisible por vía materna.

## El mandato en Japón
En Japón, el concepto de una legitimidad política divina era bienvenido, pero no era del todo aceptado el rasgo de "legitimidad condicional" propio de China pues esto significaba que tal legitimidad podría ser "retirada". Semejante criterio era ideológicamente problemático, porque la Casa Imperial de Japón pretendía ser descendiente de la diosa japonesa del sol y tener en dicho linaje la fuente de su legitimidad, sin estar sujeto al condicionamiento de un "Mandato" susceptible de perderse y que causaría inestabilidad política. Así, pese a que en el Periodo Heian el Japón había sido influenciado en gran parte por la cultura china tradicional, la idea del "Mandato del Cielo" era aún acogida con mucha reserva por las élites niponas.
Sin embargo, manteniéndose en este papel, el Tenno llegó a ser políticamente marginado en distintos periodos de la historia japonesa, sea por cortesanos y aristócratas influyentes en el Período Heian o por poderosos jefes militares en los sucesivos shogunatos, siendo que la autoridad política efectiva pasó por sucesivas dinastías de regentes y shogunes que se legitimaban en un ciclo de manera muy similar al de las dinastías chinas, aunque la institución del Tenno se conservaba como sinónimo de estabilidad.

## Influencia
Debido a la influencia de China en la época medieval, el concepto del Mandato del Cielo se extendió a otros países de Asia oriental como justificación para el gobierno de la legitimidad política divina. En Corea, el reino de Goguryeo, uno de los Tres Reinos de Corea, adoptó el concepto chino de tianxia que estaba basado en el Mandato del Cielo, sin embargo en Goguryeo se cambió para basarse en la ascendencia divina. También se dice que el reino de Silla adoptó el Mandato del Cielo, pero los primeros registros son de la Dinastía Joseon, que hizo del Mandato del Cielo una ideología estatal duradera.
La ideología también fue adoptada en Vietnam, conocida en vietnamita como Thiên mệnh (Chữ Hán: 天命).  Un mandato divino le dio al emperador vietnamita el derecho a gobernar, basado no en su linaje sino en su competencia para gobernar. Las dinastías vietnamitas posteriores y más centralizadas adoptaron el confucianismo como la ideología estatal, lo que llevó a la creación de un sistema tributario vietnamita en el sudeste asiático que se inspiró en el sistema sinocentrista chino en el Este de Asia.
En Japón, el gobierno japonés encontró el concepto ideológicamente problemático, prefiriendo no tener una legitimidad política divina que fuera condicional y que pudiera ser retirada. El Código Taihō japonés, formulado en 703, fue en gran parte una adaptación del sistema de gobierno de la dinastía Tang, pero se omitió específicamente el Mandato del Cielo.